# Panax vietnamensis
Panax vietnamensis é uma espécie vgetal do gênero Panax.
No Vietname, a P. vietnamensis encontra-se sobretudo na região do monte Ngọc Linh, na Província de Kon Tum e província de Quảng Nam, tendo daí vindo o seu nome. Também existe nos montes Ngọc Lum Heo e Ngọc Am, em Quảng Nam. Habita áreas sob a densa folhagem da selva ou perto de água, a altitude acima dos 1200 m. A espécie também pode existir em partes do centro e sul da China.

## Descrição
Panax vietnamensis é uma planta perene que pode medir de 40 centímetros a 1 metro de altura. Pode ser distinguido de outras espécies de ginseng pelos entalhes em suas raízes.